# 乔治·杜威
乔治·杜威（英語：George Dewey，1837年12月26日—1917年1月16日），美国海軍特級上將。
杜威参与的最著名的战役是美西战争中的马尼拉湾战役。1903年，杜威被授予海軍特級上將。这是美国海军最高等级的军衔，杜威也是迄今唯一获此殊荣的人。
为纪念杜威，美国海军有多艘舰艇以此命名：杜威号浮船坞、杜威号驱逐舰 (DD-349)、杜威号驱逐舰 (DDG-45)、杜威號驅逐艦 (DDG-105)。